# 蒲溪镇
蒲溪镇，是中华人民共和国陕西省安康市汉阴县下辖的一个乡镇级行政单位。

## 行政区划
蒲溪镇下辖以下地区：
蒲溪社区、蒲溪村、东升村、三堰村、小街村、先锋村、公星村、盘龙村、芹菜沟村、天星村、田禾村、胜利村、庙梁村和响洞河村。